# C12H10N4O4
化学式C12H10N4O4（摩尔质量：274.23 g/mol）可以指：
- 分散黄9，CAS号：6373-73-5
- 二硝基联苯胺，CAS号：6271-79-0

|  | 这个同类索引页列出了具有相同分子式的化学物（即同分異構體）条目。 除非您是有意链接至本页，否则应将相应条目的内部链接指向正确的条目。 |